# 800 mètres féminin aux Jeux olympiques d'été de 1972 (athlétisme)
Navigation
Mexico 1968 Montréal 1976
L'épreuve du 800 mètres féminin aux Jeux olympiques de 1972 s'est déroulée du 31 août au 3 septembre 1972 au Stade olympique de Munich, en République fédérale d'Allemagne. Elle est remportée par l'Allemande de l'Ouest Hildegard Falck qui établit un nouveau record olympique en 1 min 58 s 55.

## Résultats

### Finale
| Rang               | Athlète             | Pays                 | Temps         | Notes |
| ------------------ | ------------------- | -------------------- | ------------- | ----- |
| Médaille d'or      | Hildegard Falck     | Allemagne de l'Ouest | 1 min 58 s 55 | OR    |
| Médaille d'argent  | Nijole Sabaite      | Union soviétique     | 1 min 58 s 65 |       |
| Médaille de bronze | Gunhild Hoffmeister | Allemagne de l'Est   | 1 min 59 s 16 |       |
| 4                  | Svetla Zlateva      | Bulgarie             | 1 min 59 s 72 |       |
| 5                  | Vera Nikolic        | Yougoslavie          | 1 min 59 s 98 |       |
| 6                  | Ilona Silai         | Roumanie             | 2 min 00 s 04 |       |
| 7                  | Rosemary Stirling   | Royaume-Uni          | 2 min 00 s 15 |       |
| 8                  | Abby Hoffman        | Canada               | 2 min 00 s 17 |       |

## Légende
Records et Performances
- AR : Record continental (area record)
- CR : Record des championnats (championship record)
- MR : Record du meeting (meet record)
- NR : Record national (national record)
- OR : Record olympique (olympic record)
- PR : Record paralympique (paralympic record)
- PB : Record personnel (personal best)
- SB : Meilleure performance personnelle de la saison (season's best)
- WL : Meilleure performance mondiale de l'année (world leader)
- WJR : Record du monde junior (world junior record)
- WR : Record du monde (world record)

Circonstances et Conditions
- DNF : N'a pas terminé (did not finish)
- DNS : N'a pas pris le départ (did not start)
- DQ : Disqualification (disqualification)
- NM : Aucun essai valable enregistré (No Mark)
- Q : Qualifié « directement » au prochain tour (ou à la prochaine compétition), lors d'une compétition majeure, grâce au classement ou à la réalisation des minima (automatic qualifier)
- q : Qualifié au prochain tour (ou à la prochaine compétition), lors d'une compétition majeure, grâce au repêchage ou à la réalisation de l'une des meilleures performances parmi celles des « non qualifiés directement » (grâce au meilleur temps ou à la meilleure distance par exemple) (secondary qualifier)